# 3570 Wuyeesun
3570 Wuyeesun eller 1979 XO är en asteroid i huvudbältet som upptäcktes den 14 december 1979 av Zijinshan-observatoriet i Nanjing, Kina. Den är uppkallad efter Wu Yeesun.
Asteroiden har en diameter på ungefär 19 kilometer och den tillhör asteroidgruppen Eos.